# Doll & Em
Doll & Em est une série télévisée britannique en douze épisodes de 22 minutes créée et mettant en scène Emily Mortimer et Dolly Wells. Elle a été diffusée entre le 18 février 2014 et le 8 juillet 2015 sur la chaîne britannique Sky Living et depuis le 19 mars 2014 sur la chaîne américaine HBO.
La série a été doublée au Québec pour Super Écran.

## Synopsis
Doll & Em plonge le téléspectateur dans l'univers de l'industrie cinématographique en suivant la vie d'une actrice nommée Em et de sa meilleure amie Doll qu'elle a engagé comme assistante.

## Distribution
- Emily Mortimer (VQ : Pascale Montreuil) : Em
- Dolly Wells (VQ : Catherine Hamann) : Doll
- Jonathan Cake : Buddy
- Aaron Himelstein : Mike

 Source et légende : version québécoise (VQ) sur Doublage.qc.ca

## Épisodes

### Première saison (2014)
1. Episode 1
2. Episode 2
3. Episode 3
4. Episode 4
5. Episode 5
6. Episode 6

### Deuxième saison (2015)
Le 15 octobre 2014, Sky Living a renouvelé la série pour une deuxième saison, puis le 3 décembre 2014, HBO renouvelle aussi la série. Elle est diffusée depuis le 3 juin 2015 sur Sky et à partir du 13 septembre 2015 sur HBO.
1. Episode 7
2. Episode 8
3. Episode 9
4. Episode 10
5. Episode 11
6. Episode 12